# Porcelia magnifructa
Porcelia magnifructa (Schery) R.E.Fr. – gatunek rośliny z rodziny flaszowcowatych (Annonaceae Juss.). Występuje naturalnie w Kostaryce oraz Panamie. 

## Morfologia
PokrójZimozielone drzewo dorastające do 6–12 m wysokości.
LiścieMają kształt od eliptycznego do lancetowatego. Mierzą 3,4–23 cm długości oraz 1,8–8,6 cm szerokości. Nasada liścia jest rozwarta. Blaszka liściowa jest całobrzega o ostrym lub spiczastym wierzchołku. Ogonek liściowy jest owłosiony i dorasta do 3–8 mm długości.
KwiatySą zebrane w pęczki, rozwijają się w kątach pędów lub bezpośrednio na gałęziach (kaulifloria). Działki kielicha mają owalny kształt i dorastają do 3–5 mm długości. Płatki mają kształt od owalnego do eliptycznego i osiągają do 18–25 mm długości. Kwiaty mają 12–19 owocolistków.
OwocePojedyncze, o podłużnym kształcie. Osiągają 62–83 mm długości.

## Biologia i ekologia
Rośnie w lasach, na terenach nizinnych.